# گریوسند، نیو ساوت ولز
گریوسند (به انگلیسی: Gravesend) یک شهرک در استرالیا است که در نیو ساوت ولز واقع شده‌است.